# Хабиб Нурмагомедов
Хабиб Абдулманапович Нурмагомедов (на руски: Хаби́б Абдулмана́пович Нурмагоме́дов) е руски самбист и ММА боец от аварски произход, родом от Дагестан=
Той е двукратен световен шампион по самбо и световен шампион в шампионата на UFC лека категория. С рекорд от 29 поредни победи, без никаква загуба, държи най-дългата серия от победи в ММА.
Той е първият гражданин на Русия, спечелил титла в шампионата на UFC. Двубоят му през 2018 г. с ирландския боец Конър Макгрегър (побеждава чрез предаване в четвърти рунд), проведен в гала вечер UFC 229, носи 2,4 милиона пей-пер-вю закупени абонамента, което е рекорд за MMA събитие.

## Ранни години
Хабиб Нурмагомедов е роден на 20 септември 1988 г. в село Силди в Цумадински окръг на Дагестанската АССР – автономна република в рамките на Руската СФСР, СССР, в семейството на Абдулманап Нурмагомедов – известен спортист и ветеран от армията, носител на множество спортни призове. Той е борец, но също има опит в други бойни спортове – джудо и самбо, опит, придобит при военните, докато е на служба в армията. По-късно семейството му се премества в Махачкала, столицата на Дагестан. Той е второто от три деца на семейството, има по-голям брат Магомед и по-малката сестра Амина. Семейството на баща му се мести от Силди в Кироваул, където баща му преоборудва приземния етаж на двуетажната им къща във фитнес зала. Интересът му към бойните изкуства започва, когато гледа ученици, трениращи в местна зала. Както е обичайно за много деца в Дагестан, той започва да тренира борба още от най-ранна възраст, като от осемгодишна възраст баща му започва да го развива като борец. Обучението на Хабиб като дете включва дори борба с малка мечка, когато е на 9 години, през 1997 г.
Извън бойните спортове Хабиб е фен на футбола, а любимите му отбори са „Анжи“ (Махачкала) и „Реал“ (Мадрид).

### Личен живот
Женен. Съпругата му се казва Патима. Двойката учи в едно и също училище в село Силди в Дагестан. Сватбата им се състои през 2013 година. През юни 2015 г. се ражда дъщеря им Фатима, а през декември 2017 г. синът им който се казва Магомед. Третото им дете е родено на 22 декември 2019 г. На 3 юли 2020 г. умира бащата на Хабиб Нурмагомедов, Абдулманап Нурмагомедов.